# ان رید
اَن رید (انگلیسی: Anne Reid؛ زادهٔ ۲۸ مهٔ ۱۹۳۵) بازیگر اهل انگلستان است. وی از سال ۱۹۵۷ میلادی تاکنون مشغول فعالیت بوده‌است.

## گزیدهٔ نقش‌آفرینی‌ها
از فیلم‌ها یا برنامه‌های تلویزیونی که وی در آنها نقش داشته‌است می‌توان به سَـندیتون، اصلاح سه تیغ، پلیس خفن، فاستر، ایمان، طبابت در پیک، آهنگی برای ماریون، دفترچه راهنمای مادر بد، رومی‌ها و ویکتوریا وود با تمام مخلفات اشاره کرد.

## بخشی از جوایز و افتخارها
- کاندیدای بفتای بهترین بازیگر نقش اول زن برای فیلم مادر در نقش May در سال ۲۰۰۳